# Аллея правителей России
Аллея правителей России — группа скульптурных бюстов в селе Болдино Московской области. Состоит из набора одинаковых стел, на которые установлены бюсты правителей Российского государства, начиная с полулегендарного князя Рюрика. Скульптор, изготовивший все бюсты — Зураб Церетели.
Аналогичная галерея бюстов древнерусских и российских монархов имеется с 2017 года на территории Нижегородского Печерского монастыря.

## История
Изначально бюсты были расположены в сквере внутри придомовой территории по адресу Петроверигский переулок, дом 4, рядом с усадьбой Тургеневых — Боткиных.
Открытие аллеи состоялось 26 мая 2017 года. В церемонии принимали участие министр культуры РФ и председатель Российского военно-исторического общества Владимир Мединский и министр образования и науки РФ Ольга Васильева. 22 сентября 2017 года состоялось открытие бюстов советских лидеров, а 23 апреля 2018 года — открытие бюста первого президента Российской Федерации Б. Н. Ельцина.
В 2021 году появилась информация о переносе «Аллеи правителей России» в город Пензу, а в 2023 году — в Псков, однако до 2024 года скульптурная композиция оставалась на Петроверигском переулке.
С 1 октября 2024 года «Аллея правителей России» находится в подмосковной усадьбе Василия Татищева — селе Болдино, где историк писал «Историю Российскую» и «Собрание законов древних русских». 

## Список представленных правителей
1. Рюрик
2. Олег (Вещий)
3. Княгиня Ольга (Мудрая)
4. Святослав Игоревич (Храбрый)
5. Владимир Святославич (Святой)
6. Ярослав Владимирович (Мудрый)
7. Владимир Всеволодович (Мономах)
8. Юрий Владимирович (Долгорукий)
9. Андрей Юрьевич (Боголюбский)
10. Всеволод Юрьевич (Большое Гнездо)
11. Александр Ярославич (Невский)
12. Иван I Данилович (Калита)
13. Дмитрий Иванович (Донской)
14. Василий II Васильевич (Тёмный)
15. Иван III Васильевич (Великий)
16. Василий III Иванович
17. Иван IV (Грозный)
18. Фёдор I Иоаннович
19. Борис Фёдорович Годунов
20. Михаил Фёдорович
21. Алексей Михайлович
22. Софья Алексеевна
23. Пётр I Алексеевич (Великий)
24. Анна Иоанновна
25. Елизавета Петровна
26. Пётр III Фёдорович
27. Екатерина II Алексеевна (Великая)
28. Павел I Петрович
29. Александр I Павлович (Благословенный)
30. Николай I Павлович
31. Александр II Николаевич (Освободитель)
32. Александр III Александрович
33. Николай II Александрович
34. Львов, Георгий Евгеньевич
35. Керенский, Александр Фёдорович
36. Ленин, Владимир Ильич
37. Сталин, Иосиф Виссарионович
38. Хрущёв, Никита Сергеевич
39. Брежнев, Леонид Ильич
40. Андропов, Юрий Владимирович
41. Черненко, Константин Устинович
42. Горбачёв, Михаил Сергеевич
43. Ельцин, Борис Николаевич

Из правителей централизованного Русского государства, образованного в 1478 году, отсутствуют Симеон Бекбулатович, Ирина Фёдоровна, Фёдор II Годунов, Лжедмитрий I, Василий IV Шуйский, Фёдор III Алексеевич, Иван V, Екатерина I, Пётр II и Иван VI. Не представлены также Александр Васильевич Колчак, занимавший с 1918 по 1920 года должность Верховного правителя России, и Председатели Всероссийского центрального исполнительного комитета с частью Председателей Президиума Верховного Совета, бывшие формальными руководителями СССР. 

## Оценки
Свои оценки в ходе церемонии открытия аллеи высказали министр культуры Российской Федерации Владимир Мединский и министр образования и науки РФ Ольга Васильева. 
Сегодня мы открываем необычную экспозицию, мы хотели бы, чтобы сюда приходили школьники, классами. Впервые в истории мы сможем увидеть всех правителей Руси последовательно, почитать, когда они жили, от Рюрика и до руководителей Временного правительства.Владимир Мединский
То, что здесь нас объединяет, — наша история. Мы должны знать свою историю, без истории, без литературы, без культуры, без осознания сопричастности к тому, что было, народа нет.Ольга Васильева